# Laird Super Solution
De  Laird Super Solution  was een Amerikaans eenmotorig tweedekker racevliegtuig. Ontwikkeld en geproduceerd door Matty Laird, een bekende piloot en vliegtuigontwerper binnen de Amerikaanse luchtracerij. De eerste vlucht vond plaats op 22 augustus 1931.

## Ontwerp en historie
Het Laird Super Solution racevliegtuig kenmerkte zich door een gestroomlijnde constructie en een zeer strak gelijnde motorkap en cockpit windscherm. In eerste instantie had het vliegtuig een vast landingsgestel, maar in 1932 werd dit vervangen door een intrekbaar onderstel, welke direct voor problemen zou zorgen. De Pratt & Whitney negencilinder stermotor was opgevoerd en draaide op speciale racebrandstof.
De Super Solution was de winnaar van de 1931 Bendix Trophy race, waarin die werd gevlogen door piloot Jimmy Doolittle. In de 1931 Thompson Trophy kreeg het vliegtuig problemen met een te zwakke vleugelligger en motorpech. Eind 1931 zette het racetoestel een recordtijd neer in een vlucht van Ottawa naar Mexico City (12 uur en 36 minuten). In 1932 stonden problemen met het intrekbare landingsgestel verder succes in de weg. 
Er bevinden zich nog twee replica’s van de Super Solution in musea in Wisconsin en Florida.

## Voorloper van de Super Solution
Laird SolutionOok bekend als de  Laird LC-DW Solution, Eerste vlucht in 1930. Met een Pratt & Whitney Wasp Junior stermotor, 470 pk. Maximum snelheid: 325 km/u. Winnaar van de Thompson Trophy in 1930.